# Estanys de Basturs
Estanys de Basturs este o arie protejată (arie specială de conservare — SAC, sit de importanță comunitară — SCI) din Spania întinsă pe o suprafață de 36,98 ha, integral pe uscat.

## Localizare
Centrul sitului Estanys de Basturs este situat la coordonatele 42°08′43″N 1°01′08″E / 42.1453°N 1.0189°E.

## Înființare
Situl Estanys de Basturs a fost declarat sit de importanță comunitară în septembrie 2006 pentru a proteja 18 specii de animale. Situl a fost protejat și ca arie specială de conservare în noiembrie 2014.

## Biodiversitate
Situată în ecoregiunea mediteraneană, aria protejată conține 3 habitate naturale: Mlaștini calcaroase cu Cladium mariscus și specii de Caricion davallianae, Formațiuni stabile xerotermofile de Buxus sempervirens pe pante stâncoase (Berberidion p.p.), Pajiști umede mediteraneene cu ierburi înalte de Molinio-Holoschoenion.
La baza desemnării sitului se află mai multe specii protejate:
- păsări (15): caprimulg (Caprimulgus europaeus), Certhia brachydactyla, porumbel gulerat (Columba palumbus), prepeliță (Coturnix coturnix), cinteză (Fringilla coelebs), ciocârlan (Galerida cristata), capîntortură (Jynx torquilla), ciocârlie de pădure (Lullula arborea), prigoare (Merops apiaster), mărăcinar negru (Saxicola torquatus), turturică (Streptopelia turtur), silvie roșcată (Sylvia cantillans), corcodel mic (Tachybaptus ruficollis), pănțărușul (Troglodytes troglodytes), pupăză (Upupa epops)
- mamifere (2): vidră de râu (Lutra lutra), liliacul mic cu potcoavă (Rhinolophus hipposideros)
- nevertebrate (1): Coenagrion mercuriale

Pe lângă speciile protejate, pe teritoriul sitului au mai fost identificate 3 specii de amfibieni, 2 specii de mamifere, 1 specie de pești.